# Apoksiomenos
Apoksiomenos (grško ἀποξυόμενος, apoksyómenos: tisti, ki s sebe s strgalom strga) je naziv za atleta, ki po končanem tekmovanju s svojega telesa s strgalom odstranjuje olje, znoj in prah. Poznamo več različic tega motiva, tako v obliki vaznega slikarstva kot v obliki samostoječih kipov v naravni velikosti. Domneva se, da je prakip nastal v poznoklasičnem ali zgodnjehelenističnem obdobju, v IV. stoletju pr. n. št.
Prvi znani bronasti kip Apoksiomenosa je ustvaril okoli leta 330. pr. n. št. grški kipar Lizip. Antična marmorna kopija je od leta 1849 shranjena v Vatikanskem muzeju. Od osem do sedaj znanih različic Apoksiomenosa je  najbolj zan kip, ki so ga leta 1896 našli v Anatoliji pri Efezu in ga hrani Kunsthistoriches Museum na Dunaju. Leta 1996 je belgijski turist René Wounters v prelivu med Lošinjem in otočkom Vele Orjule na peščenem dnu v globini okoli 45 m našel 192 cm visok bronasti kip. Najdeni kip predstavlja atleta v trenutku, ko s svojega telesa s strgalom čisti olje, znoj in prah. Kip je bil z morskega dna dvignjen 27. aprila 1999 in predan zagrebškemu Arheološkemu muzeju. Restavracijska dela so potekala sedem let. Po umetniškem stilu in uporabljenem materialu se predpostavlja, da je bila plastika najdena v Jadranskem morju ustvarjena v 2. do 1. stoletju pr. n. št. Od vseh osem do sedaj znanih različic je lošinjski kip najbolj ohranjen . Avtor je neznan, a klasična lepota in vrhunska oblika, govorijo o tem, da je kip delo vrhunskega mojstra. Oktobra leta 2007 je bil sprejet sklep, da bo kip trajno razstavljen v Malem Lošinju v palači Kvarner.  